# Hoidas Lake
Hoidas Lake är en sjö i Kanada.   Den ligger i provinsen Saskatchewan, i den centrala delen av landet, 2 700 km nordväst om huvudstaden Ottawa. Hoidas Lake ligger 474 meter över havet.
Omgivningarna runt Hoidas Lake är i huvudsak ett öppet busklandskap. Trakten runt Hoidas Lake är nära nog obefolkad, med mindre än två invånare per kvadratkilometer.